# William Kerr (jardinier)
Pour les articles homonymes, voir Kerr.
William Kerr (mort en 1814) est un jardinier écossais et  collecteur de plantes qui fut le premier collecteur de plantes occidental à temps plein.

## Biographie
William Kerr a été actif en Chine. Il a aussi récolté des plantes à Java et Luçon dans les Philippines. Parmi les plantes qu’il a envoyées aux Jardins botaniques royaux de Kew se trouvait l’arbuste vigoureux, d’abord acclimaté en serres, nommé en son honneur, Kerria.
William Kerr a envoyé en Grande-Bretagne des échantillons de 238 plantes nouvelles pour les jardiniers européens et pour la science, apparemment sans s’éloigner des sites commerciaux européens de Canton et Macao, ou de Manille.
Né à Hawick dans les Scottish Borders, il était jardinier à Kew, où il a été remarqué par Sir Joseph Banks, et, en suivant les consignes données par Banks, il a été envoyé en Chine en 1804. Il y demeura huit années. Les plantes découvertes par William Kerr dans les jardins et pépinières locaux chinois comportent Euonymus japonicus, Lilium lancifolium, Pieris japonica, Nandina domestica, Begonia grandis et Rosa banksiae avec ses fleurs blanches, nommée en l’honneur de la femme de son patron.
Envoyé à Colombo (Ceylan) en 1812, pour être surintendant des jardins de Slave Island et de King's House, il y meurt en 1814, incapable de « poursuivre son travail en conséquence de certaines mauvaises habitudes qu’il avait contractées, aussi malheureuses qu’elles étaient nouvelles pour lui », comme le rapporte une notice dans The Chinese Repository quelque temps avant sa mort prématurée, faisant apparemment allusion à son addiction à l’opium.